# Tetracnemus avetianae
Tetracnemus avetianae är en stekelart som beskrevs av Herthevtzian 1978. Tetracnemus avetianae ingår i släktet Tetracnemus och familjen sköldlussteklar.
Artens utbredningsområde är Armenien. Inga underarter finns listade i Catalogue of Life.